# Estación Rodoviária (Metro de Recife)
La Estación Rodoviária es una estación de metro del Metro de Recife. El movimiento de la estación es muy alto, pues posee una terminal intermodal interestatal, la estación es utilizada principalmente por quien usa la Línea Centro. Después de su construcción, la demanda de personas que utilizaban el metro creció enormemente, pues muchas personas llegaban más rápido a la vía próxima a esta.